# Acéphale (film)
Pour les articles homonymes, voir Acéphale.
Pour plus de détails, voir Fiche technique et Distribution.
Acéphale est un film français réalisé par Patrick Deval et sorti en 1969.

## Fiche technique
- Titre : Acéphale
- Autre titre : Bez glowy
- Réalisation : Patrick Deval
- Montage : Jackie Raynal
- Production : Zanzibar Films
- Pays de production :  France
- Durée : 56 minutes
- Date de sortie : France - 9 mai 1969

## Distribution
- Laurent Condominas
- Jackie Raynal
- Eva Ridoux
- Michael Chapman
- Christian Ledoux
- Jacques Baratier
- Patrick Deval

## Distinctions
Le film a été présenté à la Quinzaine des réalisateurs, en sélection parallèle du festival de Cannes 1969.